# Juancho Rois
Juan Humberto Rois Zúñiga (San Juan del Cesar, 25 de diciembre de 1958 - El Tigre, Venezuela, 21 de noviembre de 1994), conocido como Juancho Rois y apodado "El Conejo", fue un acordeonero y compositor colombiano de vallenato.
Es considerado uno de los mejores acordeoneros que acompañó la carrera artística del cantautor Diomedes Díaz. Rois fue además el creador del vallerengue una fusión entre el género vallenato y el merengue dominicano.

## Familia
Nació y creció en San Juan del Cesar, hijo de Juan Manuel "El Negro" Rois Fernández, nieto del comerciante Jacob Rois Méndez Judío de Curazao y Dalia Esther Zúñiga. Su abuela paterna fue Rosa María Fernández de Rois en cuya casa Juan Humberto se crio, ya que su madre se fue a vivir a Maracaibo, Venezuela por dificultades económicas.

“Cuando me fui a trabajar a Maracaibo el primer regalo que le mandé fue un acordeón. Le mandaba ropa y juguetes, pero nunca faltaba el acordeón. Yo pensé que sería músico por su gran capacidad, pero nunca que alcanzara la dimensión que tuvo y una cosa que me llena de orgullo es que todo el mundo lo quiso por su sencillez, por su amabilidad, por su carisma y por su manera única de tocar el acordeón. Era todo un personaje de la música vallenata". - Dalia Esther Zúñiga, madre.

También fue criado por Mélida Coronado, amiga de su madre, su tía Carmen Rois y su compañero Luis Eduardo María Canova Gutiérrez, conocido como "Purito" Canova, quienes velaron por el cuidado de Rois en su infancia, mientras su madre estaba ausente.
Tras dos años de noviazgo, Rois contrajo matrimonio con Jenny Dereix 33 días antes de su muerte, surgiendo de esta relación su único hijo Juan Humberto Rois Dereix (6 de mayo de 1995). Padre e hijo nunca se conocieron.
Rois narró detalles de su relación sentimental con Jenny en la canción que compuso titulada Por Qué Razón, la cual fue grabada luego junto al cantante Diomedes Díaz.

## Trayectoria
Aprendió a sacar notas empíricamente en un acordeón diatónico, de dos hileras y de color verde a la edad de cuatro años.
A mediados de la década de los 70, Rois participó en varios concursos, incluyendo uno de acordeoneros en el Teatro del colegio "El Carmelo" y en el Festival "Cuna de Compositores" en su natal San Juan Del Cesar. Durante su participación en el Festival Del Fique en La Junta (La Guajira), Rois conoció a los integrantes del Binomio de Oro; Israel Romero y Rafael Orozco, quienes lo invitaron a Medellín a un ensayo que duró nueve días.  Durante los ensayos conoció a Juan Piña y decidieron realizar una producción musical juntos. Piña y Rois grabaron los temas Grito En La Guajira, de la autoría de Alberto "Beto" Murgas y El Fuete de Roberto Calderón.
Fue acordeonero de Juan Piña, Elías Rosado, Jorge Oñate y Diomedes Díaz, con quien alcanzaría sus mayores éxitos. Acompañó a Jorge Oñate poco después de su separación con Diomedes Díaz posterior a la grabación del álbum La Locura.
Entre las canciones de la autoría de Rois que fueron exitosas resaltan Por Qué Razón (interpretada por Diomedes Diaz), Acabaste Con Mi Vida (interpretada por Iván Villazón), No Comprendo (Diomedes Díaz), Yo Soy El Que Te Quiere (Diomedes Díaz), Yo Soy Mundial (Diomedes Díaz, grabada con motivo de la clasificación de la Selección Colombia a al Mundial de fútbol de la FIFA Estados Unidos 1994), entre otros.
Junto a Díaz, Rois fue ganador de tres Congos de Oro del Festival de Orquestas y Acordeones del Carnaval de Barranquilla, y fue merecedor del Cuádruple Disco de Platino por las ventas millonarias de la producción musical "Título De Amor", bajo el sello Sony Music que logró en noviembre de 1993.

### Participación en el Festival Vallenato (1991)
En 1991, Rois participó en el Festival de la Leyenda Vallenata siendo uno de los favoritos en llevarse el título de Rey Vallenato del acordeón en la categoría profesional. Sin embargo, Rois fue superado por el acordeonero sanandresano Julián Rojas, quien participó con acordeones prestados por el mismo Rois.
Rois participó en la final del certamen en la tarima "Francisco El Hombre" de la plaza Alfonso López de Valledupar con los temas:
- Cata: ritmo son de la autoría de Alejandro Durán.
- La Zoológica: ritmo puya de Náfer Durán.
- De La Junta Pa’ La Peña: ritmo merengue del acordeonero y compositor Colacho Mendoza.
- Lucero Espiritual: ritmo paseo de Juancho Polo Valencia.

Al momento de interpretar el tema Lucero Espiritual, el cajero Tito Castilla se emocionó ante la respuesta del público a la canción, ya famosa por haber sido grabado por Diomedes Díaz y Rois, y empezó a realizar un show en tarima, tocando con una sola mano y causando que se acelerara el compás de la agrupación. El jurado estuvo conformado por los experimentados acordeoneros Emilianito Zuleta, Beto Villa y ‘El Pangue’ Maestre.

## Muerte
Rois fue pareja musical de Diomedes Díaz desde 1988 hasta el día de su muerte el 21 de noviembre de 1994.
Falleció en un accidente aéreo cuando se dirigía a una presentación privada en la población de El Tigre, Venezuela. En este accidente también murieron dos integrantes de la agrupación de Díaz; el bajista Rangel "Maño" Torres y el técnico de acordeones Eudes Granados Córdoba, además del piloto. Al accidente sobrevivieron el cajero Tito Castilla y el guacharaquero Jesualdo Ustáriz. Los cantantes habían realizado una gira musical por Venezuela y se encontraban alojados en el Hotel Las Américas de Caracas.
Según Ustariz, los músicos habían sido invitados a una parranda en una finca de propiedad de un amigo de Rois al que llamaban "El Guty", el exteniente José Gutiérrez, exmiembro de la Guardia Nacional venezolana, que se encontraba de cumpleaños. La avioneta Cessna Piper YV-628P partió desde Caracas en horas de la tarde y tenía como destino el aeropuerto de San Tomé, Estado Anzoátegui. Una versión afirma que Diomedes se habría salvado al llegar tarde al Aeropuerto Internacional de Maiquetía Simón Bolívar, mientras que otra versión afirma que Diomedes se negó a ir a la fiesta porque no estaba entre los planes y el cantante Enaldo Barrera, conocido como "Diomedito" iba a cubrirle la presentación en la parranda. Barrera, quien ya se encontraba en la fiesta de Gutiérrez, fue de los primeros en enterarse del accidente de los músicos y llegó al hospital donde reconoció a Rois y a los fallecidos. Barrera coordinó el traslado de los fallecidos a Maracaibo donde luego fueron llevados a Colombia.
Ustariz aseguró que el piloto Pedro Monsalve no encontró la pista de aterrizaje, por lo que intentó aterrizar en la autopista de Ciudad Bolívar a las 7:15 p. m., pero al intentarlo una de las alas de la aeronave hizo contacto con una torre de energía y chocaron bruscamente contra el suelo. Rois sobrevivió al choque y alcanzó a llegar con vida a un hospital en inmediaciones del accidente tras ser socorrido por lugareños. Rois y Rangel Torres fallecieron cuando eran atendidos en la clínica Zambrano, ubicada en la ciudad capital de Barcelona (Anzoátegui). Según Tito Castilla, la fiesta era para amenizar un grupo de "narcos" y que el piloto de la avioneta no quiso aterrizar en los aeropuertos vecinos (Castilla menciona al de la ciudad de Barcelona, la cual cuenta con el Aeropuerto Internacional General José Antonio Anzoátegui) debido a que era "requerido por la DEA y tenía la licencia vencida", no quería ser capturado porque significaría su extradición a Estados Unidos. Según Castilla, los "narcos" les ofrecieron varios millones y costosos regalos a cambio de la presentación privada.
Rois fue sepultado el miércoles 23 de noviembre de 1994 en su natal San Juan del Cesar, en medio de un multitudinario funeral. Su compañero musical, Diomedes Díaz no asistió al entierro de Rois y de sus otros dos músicos, ya que según personas allegadas, el cantante había entrado en una "profunda depresión".

## Honores
Tras su muerte, el artista Emerson Sadit Barrios Vega, realizó una estatua del artista vallenato en tamaño natural y que fue instalada inicialmente frente a la Alcaldía de San Juan del Cesar, y luego colocada en la sala de la casa del músico junto a una gran cantidad de retratos. La estatua fue hecha con silicona, varillas y cabello natural.
El acordeonero, cantante y compositor Éibar Gutiérrez interpretó a Juancho Rois en la telenovela Diomedes, el Cacique de La Junta.
Diomedes Díaz le compuso la canción Canto celestial, la cual grabó junto al acordeonero Iván Zuleta en el álbum del mismo nombre. En sus presentaciones en vivo, Diomedes cantaba una estrofa de la canción que no fue incluida en la grabación, en la que el cantante decía que no asistió a su entierro porque personas en San Juan del Cesar lo habían amenazado de muerte.

Mediante Acuerdo de la Fundación Festival de la Leyenda Vallenata, fechado el 27 de septiembre de 2024, fue declarado como Rey Vallenato Vitalicio, acordeonero Juan Humberto Roís Zúñiga, Juancho Rois, distinción que fue recibida en nombre de toda la familia, por su hijo Juan Roís Dereix, en el marco del 47° Festival Nacional de Compositores de Música Vallenata de San Juan del Cesar, La Guajira.
La entrega le correspondió a Efraín Quintero Molina, Vicepresidente de la Fundación Festival de la Leyenda Vallenata, quien dijo. “La Fundación Festival de la Leyenda Vallenata a través de su presidente Rodolfo Molina Araújo, y su junta directiva en pleno, decidió hacerle un justo y merecidísimo reconocimiento al declarar Rey Vallenato Vitalicio del Festival de la Leyenda Vallenata, al intérprete del acordeón Juan Humberto Roís Zúñiga, Juancho Roís, digno ejemplo por su trabajo musical que engrandeció nuestra cultura”.
“Juancho Roís, el niño prodigio que demostró su genialidad y tenacidad, supo sin duda alguna, imponer su impronta al ejecutar el acordeón. Estudió a los viejos maestros Alfredo Gutiérrez, Juancho Polo Valencia, Emiliano Zuleta Díaz e Israel Romero, entre otros, y de los grandes maestros del acordeón ripiao de República Dominicana, para ejercer su liderazgo de escuela que ha marcado a las nuevas generaciones del vallenato. https://www.elpaisvallenato.com/2024/12/16/declarado-juancho-rois-rey-vallenato-vitalicio/

## Discografía
La discografía de Juancho Rois es la siguiente:
1977
- El Fuete (Cantante: Juan Piña)

1. El Fuete (Roberto Calderón)
2. El Estanquillo (Náfer Durán)
3. La Morriña (Diomedes Díaz)
4. Muñequita Linda (Martín Maestre)
5. Luz De Amor (Poncho Cotes Jr)
6. Grito En La Guajira (Alberto "Beto" Murgas)
7. El Precio De Un Amor (Mateo Torres)
8. No Sé Olvidar (Juan Manuel Gutiérrez)
9. Riña Con Mi Amor (Rafael Vega)
10. Viernes Cultural (Máximo Móvil)

1978
- La Locura (Cantante: Diomedes Díaz)

1. El Alma En Un Acordeón (Diomedes Díaz Maestre)
2. La Piedrecita (Sergio Montoya Molina)
3. Lluvia De Verano (Hernando Marín)
4. Amores Escondidos (Mario Zuleta)
5. Sol Y Luna (Fabio Zuleta)
6. Novia Celosa (Rafael Gregorio Díaz)
7. Acompáñame (Hernando Marín)
8. La Egoísta (Mateo Torres)
9. Lo Más Bonito (Roberto Calderón)
10. La Carta (Diomedes Díaz Maestre)
11. Vendo El Alma (Héctor Zuleta)
12. Me Mata El Dolor (Martín Maestre)

1979
- La Fuetera (Cantante: Elías Rosado)

1. La Primera Piedra (Hernando Marín)
2. Condición De Un Parrandero (Crispín Rodríguez)
3. Ya No Vuelvo (Mateo Torres)
4. Esperando Tu Regreso (Alberto 'Beto' Murgas)
5. El Mejoral (Rafael Escalona)
6. Piensa (Hernando Marín)
7. Mi Consejo (Roberto Calderón)
8. Del Tamaño De La Luna (Carlos Huertas)
9. Muebles Viejos (Juan Manuel Gutiérrez)
10. Incomprensión (Romualdo Brito)
11. La Fuetera (Héctor Zuleta)

1981
- Ruiseñor De Mi Valle (Cantante: Jorge Oñate)

1. Sanjuanerita (Hernando Marín)
2. Mi Grandeza (Romualdo Brito)
3. Nació Mi Poesía (Fernando Dangond Castro)
4. Dile Dios (Álvaro Molina)
5. Una Ilusión (Juan Humberto Rois y Jorge Oñate)
6. Amor En Silencio (Máximo Móvil)
7. Ruiseñor De Mi Valle (José Hernández Maestre)
8. Fui De Tu Alma (Leandro Díaz)
9. Cata (Alejo Durán)
10. Llegó Un Amor (Gustavo Gutiérrez Cabello)
11. Quiero Llorar Contigo (Alfonso Cotes Jr)

- Lo Mejor Del Cacique.[35]

1. La Noche De Mis Recuerdos ()
2. Cesantía De Amor ()
3. Mi Corazón ()
4. Hoy Por Mí ()
5. Cuando Tú Me Quieras ()
6. Injusticia ()
7. Entre El Bien Y El Mal ()
8. Consulta De Amor ()
9. Paloma De Pluma Blanca ()
10. Por Un Beso De Amor ()
11. Señor Locutor (Juan Humberto 'Juancho' Rois)
12. Periquito Con Arroz ()

1982
- Paisaje De Sol (Cantante: Jorge Oñate)

1. Paisaje De Sol (Gustavo Gutiérrez)
2. Lirio Rojo (Calixto Ochoa)
3. Un Hombre Solo (Roberto Calderón)
4. Mujeres De Mi Recuerdo (Máximo Móvil)
5. Me Duele El Alma (Alfonso 'Poncho' Cortes Jr.)
6. La Gordita (Leandro Díaz)
7. Síguela (Romualdo Brito)
8. Fuego Ardiente (calixto Ochoa)
9. Al Otro Lado Del Mar (Fernando Dangond Castro)
10. El Pechichón (Alejo Durán)
11. Lindo Vergel (Carlos Huertas)

1983
- 13 Aniversario (Cantante: Jorge Oñate)

1. El Corazón Del Valle (Roberto Calderón)
2. Hombre Enamorado (Calixto Ochoa)
3. Dame Un Besito (Fernando Dangond Castro)
4. A Usted Puedo Contarle (Roberto Calderón)
5. El Soncito (Alejo Durán)
6. Cuatro Penas (Calixto Ochoa)
7. Amor De Mi Tierra (Rafael Manjarres)
8. Así Es Como Vivo Yo (Máximo Móvil)
9. Calma Mi Melancolía (Gustavo Gutiérrez Cabello)
10. Si Yo Pudiera (Armando Zabaleta)
11. Tus Ojos Negros (Álvaro Cabas)

1983
- El Cantante (Cantante: Jorge Oñate)

1. Alicia Adorada (Juancho Polo Valencia)
2. Fascinación (Romualdo Brito)
3. Dilema De Mi Vida (Rafael Manjarréz)
4. La Molinera (Rafael Escalona)
5. Mujer Marchita (Daniel Celedón)
6. El Cantante (Roberto Calderón)
7. Vivirás Contenta (Álvaro José Molina)
8. Lloraré (Gustavo Gutiérrez Cabello)
9. Gallo De Riña (Máximo Móvil)
10. Corazón Atormentado (Álvaro Cabas Pumarejo)
11. El Afortunado (Juan Humberto 'Juancho' Rois)

1984
- Canto Y Tradición (Cantante: Jorge Oñate)

1. Dime Por qué (Pedro García)
2. No Hay Otra igual (Marcos Díaz)
3. La Reconquista (Fernando Dangond Castro)
4. La Contra (Leandro Díaz)
5. Mi Nostalgia Eres Tú (Gustavo Gutiérrez Cabello)
6. Dios Lo Libre (Roberto Calderón)
7. María Eugenia (Alejo Durán)
8. Mariposa Bonita (Rafael Escalona)
9. El Corazón Del Pueblo (Alfonso Cortes Jr.)
10. No Vale La Pena (Calixto Ochoa)
11. Amigas De Mis Penas (Rafael Manjarréz)

1985
- El Cariño De Mi Pueblo (Cantante: Jorge Oñate)

1. El Cariño De Mi Pueblo (Gustavo Gutiérrez Cabello)
2. El Costeño (Romualdo Brito)
3. El Sobrecito (Máximo Móvil)
4. Amar Es Un Deber (Calixto Ochoa)
5. Que Será De Mí (Leonardo Vega)
6. Y Sigues Tú (Fernando Dangond Castro)
7. Vanidad (Marcos Díaz)
8. Mentiras De Las Mujeres (Hernando Marín)
9. Toda Una Vida (Iván Ovalle)
10. Morenita (Gustavo Gutiérrez Cabello)
11. El Estilo (Leandro Díaz)

1988
- Ganó El Folclor (Cantante: Diomedes Díaz)

1. Gaviota Herida (Efrén Calderón)
2. El Parquecito (Calixto Ochoa)
3. Páginas De Oro (Hernán Urbina Joiro)
4. La Batalla (Diomedes Díaz Maestre)
5. Ganó El Folclor (Roberto Calderón)
6. Rayito De Amor (Diomedes Díaz Maestre)
7. Déjame Llorar (Reinaldo "Chuto" Díaz)
8. El Pintor (Adolfo Pacheco Anillo)
9. Los Recuerdos De Ella (Elbert Díaz)
10. Obsesión (Marciano Martínez)
11. Mensaje Aventurero (Máximo Móvil)

1989
- El Cóndor Herido (Cantante: Diomedes Díaz)

1. El Cóndor Herido (Diomedes Díaz Maestre)
2. Dime Qué Pasará (Efrén Calderón)
3. Corazón Alegre (Calixto Ochoa)
4. No Era El Nido (José Alfonso "El Chiche" Maestre)
5. Aquí Están Tus Canciones (Hernán Urbina Joiro)
6. El Besito (Diomedes Díaz Maestre)
7. Amigos Míos (Gustavo Gutiérrez Cabello)
8. María Esther (Calixto Ochoa)
9. La Vecina (Máximo Móvil)
10. Usted (Marciano Martínez)
11. Mi Compadre (Diomedes Díaz Maestre)

1990
- Canta Conmigo (Cantante: Diomedes Díaz)

1. Lucero Espiritual (Juancho Polo Valencia)
2. Noche De Amor (Diomedes Díaz Maestre)
3. El Sentir De Mi Pueblo (Marciano Martínez)
4. Las Notas De Juancho (Diomedes Díaz Maestre)
5. Era Como Yo (Efrén Calderón)
6. Canta Conmigo (Hernando Marín)
7. Milagro De Dios (Romualdo Brito)
8. Romántico (José Alfonso Maestre)
9. Adiós, Lunarcito (Diomedes Díaz Maestre)
10. Llegó El Verano (Gustavo Gutiérrez Cabello)
11. Palomita Volantona (Calixto Ochoa)

1991
- Mi Vida Musical (Cantante: Diomedes Díaz)

1. Doblaron Las Campanas (Efrén Calderón)
2. Parranda, Ron Y Mujer (Romualdo Brito)
3. Mi Ahijado (Diomedes Díaz Maestre)
4. Hasta El Final De La Vida (Aurelio Núñez)
5. La Voz Del Pueblo (Calixto Ochoa)
6. Marleny (Juan Pablo Valencia)
7. El Culpable Soy Yo (José Alfonso "El Chiche" Maestre)
8. El Corte (Romualdo Brito)
9. No Intentes (Omar Geles)
10. Mi Vida Musical (Diomedes Díaz Maestre)
11. Mis Amores (Héctor Zuleta)

1992
- El Regreso Del Cóndor (Cantante: Diomedes Díaz)

1. El Verdadero Culpable (José Alfonso "El Chiche" Maestre)
2. Eso No Es Na (Romualdo Brito)
3. No Más Cadenas (Efrén Calderón)
4. El Regreso Del Cóndor (Diomedes Díaz Maestre)
5. La Vida (Luis Núñez)
6. El Mundo Se Acaba (Teodoro López)
7. La Falla Fue Tuya (Omar Geles)
8. El Desquite (Romualdo Brito)
9. Mis Mejores Días (Diomedes Díaz Maestre)
10. Yo Soy El Que Te Quiere (Juan Humberto "Juancho" Rois Zúñiga)
11. Shio Shio (Víctor Moreno)

1993
- Título De Amor (Cantante: Diomedes Díaz)

1. Mi Primera Cana (Diomedes Díaz Maestre)
2. Déjala (Juan Humberto Rois)
3. Conmigo Si Te Va A Da (Aurelio Núñez)
4. Ven Conmigo (Luis Egurrola)
5. Mujereando (Romualdo Brito)
6. Título De Amor (Diomedes Díaz Maestre)
7. Necesito Tu Amor (Jorge Valbuena)
8. Mi Compadre Se Cayó (Alejandro Durán)
9. El Mártir (José Alfonso "El Chiche" Maestre)
10. Tú Eres La Reina (Hernán Urbina Joiro)
11. Amarte Más No Puedo (Marciano Martínez)

1994
- 26 de mayo (Cantante: Diomedes Díaz)

1. Al Final Del Sendero (Luis Egurrola)
2. Buenas Tardes (Diomedes Díaz Maestre)
3. Perro Sin Vergüenza (Franklin Moya Molina)
4. Por Qué Razón (Juan Humberto "Juancho" Rois)
5. Cuna Pobre (Edilberto Daza)
6. Yo Soy Mundial (Juan Humberto Rois Zúñiga)
7. 26 De Mayo (Diomedes Díaz Maestre)
8. La Plata (Calixto Ochoa)
9. Si Te Vas, Adiós (Fabián Corrales)
10. La Doctora (Diomedes Díaz Maestre)
11. Gracias, Señor (Jorge Valbuena)

Post mortem
2000
- El Valleregue.[36]

Acordeón y voz de Juancho Rois:
1. Por Mi Madre (Autor: Juancho Rois)
2. Por Tu Bien (Autor: Juancho Rois)
3. Desesperado (Autor: Juancho Rois)
4. Reconcilio (Autor: Juancho Rois)
5. Déjala (Autor: Juancho Rois)
6. La Trampa (Autor: Alejo Durán)
7. Por Qué Razón (Autor: Juancho Rois)
8. Acabaste Con Mi Vida (Autor: Juancho Rois)
9. El Vallerengue (Autor: Juancho Rois)
10. Señor Locutor (Autor: Juancho Rois)

## Composiciones
Rois fue también compositor de música vallenata. Su primera composición fue grabada por Los Hermanos Zuleta (Poncho Zuleta & Emiliano Zuleta Díaz).
Algunas de estas composiciones fueron grabadas por importantes agrupaciones de la música vallenata como Diomedes Díaz, Jorge Oñate, Iván Villazón y Los Hermanos Zuleta:
- No comprendo (Fue grabada por el merenguero Elvis Crespo en Píntame - 1999.[37])
- Una ilusión (Coautoría con Jorge Oñate)
- Señor locutor
- Señor doctor
- El afortunado
- Yo soy el que te quiere
- Déjala
- Por qué razón
- Yo soy mundial
- Por mi madre
- Por tu bien
- Desesperado
- No finjas (Grabada por Los Pechichones)
- Reconcilio
- Acabaste con mi vida  (Grabada por Iván Villazón)
- El vallerengue
- No hay tierra como mi tierra
- Que te vaya bien
- Volvío de nuevo (Grabada por El Binomio de Oro de América)